# Variável semirregular

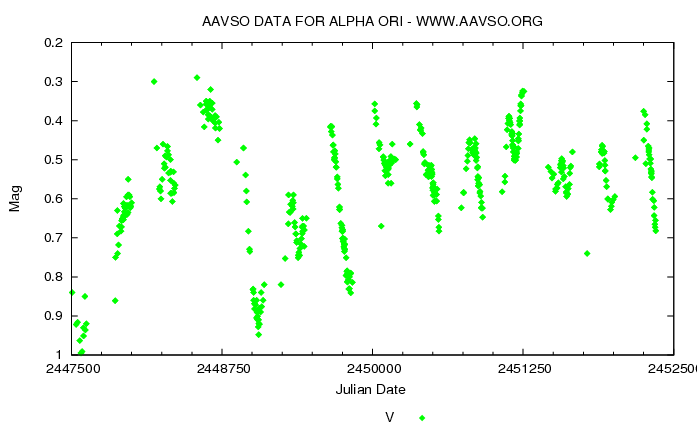
Curva de luz de Betelgeuse, uma estrela variável semirregular

Uma variável semirregular é uma estrela gigante ou supergigante de tipo espectral intermediário ou frio mostrando variações em seu brilho com considerável periodicidade, mas acompanhada ou interrompida por várias irregularidades. Períodos estão na faixa de 20 até mais de 2000 dias, e a curva de luz pode ter várias formas que variam de ciclo a ciclo. A amplitude das variações de brilho podem ser de centésimos de magnitude a mais de uma magnitude (geralmente 1-2 magnitudes no filtro V).

## Classificação
As estrelas variáveis semirregulares foram historicamente subdivididas em quatro categorias, com uma quinta sendo definida mais recentemente. As definições originais das quatro categorias foram formalizadas em 1958 na décima assembleia geral da União Astronômica Internacional (UAI). O General Catalogue of Variable Stars (GCVS) atualizou as definições com informações adicionais e forneceu novas estrelas de referência quando exemplos antigos como S Vul tinham sido reclassificados.
| Subtipo | Definição da UAI | Código no GCVS | Definição no GCVS | Estrelas padrões                  |
| ------- | --- | -------------- | --- | --------------------------------- |
| SRa     | Variáveis semirregulares gigantes de classes espectrais frias (M, C e S), que mantêm periodicidades relativamente estáveis e possuem, necessariamente, pequenas amplitudes de variação de brilho (menos que 2,5 magnitudes). Amplitudes e formatos da curva de luz estão geralmente sujeitos a grandes variações de período a período. Muitas dessas estrelas diferem das variáveis Mira apenas pela menor amplitude das variações de brilho. | SRA            | Variáveis semirregulares gigantes de classes frias (M, C, S ou Me, Ce, Se) mostrando periodicidades persistentes e amplitudes de luz geralmente pequenas (menos que 2,5 magnitudes em V). Amplitudes e formatos da curva de luz geralmente variam e os períodos estão na faixa de 35–1200 dias. Muitas dessas estrelas diferem das variáveis Mira apenas pela menor amplitude das variações de brilho.                                                                                    | Z Aqr                             |
| SRb     | Variáveis semirregulares gigantes de classes espectrais frias (M, C e S), com periodicidades mal definidas, por exemplo, com cada ciclo tendo uma duração diferente (o que leva à impossibilidade de prever as épocas de brilho mínimo e máximo), ou com a substituição de mudanças periódicas por variações irregulares lentas, ou até mesmo por brilho constante. Algumas são caracterizadas por um valor médio de período.                 | SRB            | Variáveis semirregulares gigantes de classes frias (M, C, S ou Me, Ce, Se) com periodicidades mal definidas (ciclos médios na faixa de 20 a 2300 dias) ou alternando entre intervalos de mudanças periódicas e intervalos de variações irregulares lentas, e até com intervalos de brilho constante. A toda estrela desse tipo é normalmente atribuído um certo período (ciclo) médio. Em vários casos, a presença simultânea de dois ou mais períodos de variação de brilho é observada. | AF Cyg RR CrB                     |
| SRc     | Variáveis semirregulares supergigantes de classes espectrais frias. | SRC            | Variáveis semirregulares supergigantes de classes frias (M, C, S ou Me, Ce, Se) com amplitudes de cerca de 1 magnitude e períodos de variação de brilho de 30 dias a milhares de dias. | μ Cep RW Cyg                      |
| SRd     | Variáveis semirregulares gigantes e supergigantes das classes espectrais F, G e K. | SRD            | Variáveis semirregulares gigantes e supergigantes das classes espectrais F, G, ou K, às vezes com linhas de emissão em seus espectros. Amplitudes da variação de brilho estão na faixa de 0,1 a 4 magnitudes, e os períodos são de 30 a 1100 dias. | S Vul UU Her AG Aur SX Her SV UMa |
|         | | SRS            | Gigantes vermelhas pulsantes semirregulares com períodos curtos (vários dias a um mês), provavelmente com pulsações de alta ordem | AU Ari                            |

## Pulsações
As variáveis semirregulares, especialmente as subclasses SRa e SRb, são frequentemente agrupadas junto com as variáveis Mira como variáveis de longo período. Em outras situações, o termo é expandido para incluir quase todas as estrelas frias pulsantes. As estrelas gigantes semirregulares são parecidas com as variáveis Mira: estrelas Mira geralmente pulsam na frequência fundamental; gigantes regulares pulsam em um ou mais sobretons.
Estudos fotométricos na Grande Nuvem de Magalhães buscando eventos de microlente gravitacional mostraram que praticamente todas as estrelas frias evoluídas são variáveis, com as estrelas mais frias mostrando amplitudes muito grandes e estrelas mais quentes mostrando apenas microvariações. As estrelas variáveis semirregulares seguem uma de cinco relações período-luminosidade identificadas, diferindo das variáveis Mira apenas por pulsarem em sobretons. As similares variáveis OSARG (gigantes vermelhas de baixa amplitude do OGLE) pulsam em um modo desconhecido.
Muitas variáveis semirregulares mostram longos períodos secundários cerca de dez vezes maiores que o período primário de pulsação, com amplitudes de alguns décimos de magnitude na faixa visível. A causa desse fenômeno é desconhecida.

## Exemplos
η Gem é a variável SRa mais brilhante, e também uma binária eclipsante. GZ Peg é uma variável SRa e estrela de tipo S com uma magnitude máxima de 4,95. A próxima na lista de estrelas SRa mais brilhantes é T Cen, mas já foi sugerido que ela pode ser na verdade uma variável RV Tauri, o que a tornaria de longe o membro mais brilhante dessa classe.
Existem várias estrelas SRb visíveis a olho nu, com L2 Pup, de terceira magnitude, sendo a mais brilhante listada no GCVS. σ Lib e ρ Per também são estrelas SRb de terceira magnitude durante o brilho máximo. β Gru é uma estrela de segunda magnitude classificada como uma variável irregular lenta no GCVS, mas já foi considerada uma semirregular do tipo SRa em pesquisas posteriores. Essas quatro são todas gigantes de tipo M, mas algumas variáveis SRb são estrelas de carbono como UU Aur ou estrelas de tipo S como π1 Gru.
Existem menos estrelas SRc catalogadas, mas elas incluem algumas das estrelas mais brilhantes no céu como Betelgeuse e α Her. Embora estrelas SRc sejam definidas como supergigantes, algumas delas têm classe de luminosidade de gigante e algumas como α Her são estrelas do ramo assintótico das gigantes.
Muitas estrelas SRd são hipergigantes extremamente luminosas, incluindo ρ Cas, V509 Cas e ο1 Cen, visíveis a olho nu. Outras são classificadas como gigantes, mas o exemplo mais brilhante é LU Aqr, de sétima magnitude.
A maioria das variáveis SRS foram descobertas em pesquisas profundas de larga escala, mas V428 And, AV Ari e EL Psc, estrelas visíveis a olho nu, também pertencem a essa classe.